# 寺口子水库
寺口子水库是中国宁夏回族自治区固原市境内的一座水库，位于清水河上，建于1959年。水库正常库容为2300万立方米，集雨面积为1022平方千米，海拔为1679米。